# 群青日和
「群青日和」（ぐんじょうびより）は、日本のバンド・東京事変による楽曲。2004年9月8日に東芝EMIより発売されたデビューシングルの表題曲として発表された。

## 概要
東京事変のデビューシングル。表題曲「群青日和」とカップリング曲「その淑女ふしだらにつき」にはミュージック・ビデオが制作された。またその2曲は2004年の夏フェスでリリースに先行して披露されていた。各楽曲の演奏時間は、それぞれシンメトリーになっている。
シングルの初回生産分は三部作インデックス仕様。

## 収録曲
1. 群青日和（ideal days for ultramarine）
三洋電機「au W21SA」CMソング。
ミュージック・ビデオは、本楽曲のみのバージョンと、本楽曲とカップリング曲「その淑女ふしだらにつき」の2曲が繋がっているバージョンがあり、いずれもミュージック・ビデオ集『tokyo incidents vol.1』に収録されている（また発売当時にはストリーミング配信された）。本楽曲のみのバージョンは、SPACE SHOWER Music Video Awardsで「BEST GROUP VIDEO」に選ばれている（なお、椎名は過去に「本能」と「罪と罰」の2作が「BEST FEMALE VIDEO」、「真夜中は純潔」が「BEST ANIMATION VIDEO」を受賞している）。
2. その淑女ふしだらにつき（the lady is a tramp）
3. 顔（faces）
椎名と晝海のデュエット曲である。

詳細
| 全編曲: 東京事変。 |                                      |             |                 |      |
| #                  | タイトル                             | 作詞        | 作曲            | 時間 |
| 1.                 | 「群青日和」                         | 椎名林檎    | H是都M          | 3:33 |
| 2.                 | 「その淑女（をんな）ふしだらにつき」 | Lorenz Hart | Richard Rodgers | 2:22 |
| 3.                 | 「顔」                               | 椎名林檎    | 晝海幹音        | 4:04 |
| 合計時間:          | 合計時間:                            | 合計時間:   | 合計時間:       | 9:59 |

## カバー
- Poppin'Party［戸山香澄（愛美）］ -メディアミックスプロジェクト『BanG Dream!』の架空のガールズバンド。 ゲーム『バンドリ! ガールズバンドパーティ!』に収録（2020年3月28日追加[3]）。